# Assita Kanko
Assita Kanko (ur. 14 lipca 1980 w m. Godyr) – belgijska polityk, publicystka, działaczka samorządowa i aktywistka społeczna, posłanka do Parlamentu Europejskiego IX i X kadencji.

## Życiorys
Urodziła się w Burkina Faso, gdzie spędziła dzieciństwo i kształciła się w zakresie dziennikarstwa. W 2001 wyemigrowała do Holandii, a w 2004 osiedliła się w Belgii, obywatelstwo tego kraju uzyskała w 2008.
Zyskała rozpoznawalność, gdy publicznie opowiedziała o klitoridektomii, której sama została poddana jako pięcioletnia dziewczynka. Stała się wówczas częstym gościem francuskojęzycznych i niderlandzkojęzycznych mediów.
Działała w liberalnym think tanku Liberales i w ugrupowaniu Ruch Reformatorski. Pracowała m.in. w BNP Paribas i gabinecie politycznym ministra Denisa Ducarme. Została też publicystką dziennika „De Standaard”. W 2012 uzyskała mandat radnej miejscowości Ixelles. Założyła organizację Polin, działającą na rzecz zwiększenia aktywności politycznej kobiet. W 2018 przystąpiła do Nowego Sojuszu Flamandzkiego. W 2019 uzyskała mandat posłanki do Parlamentu Europejskiego IX kadencji. Z powodzeniem ubiegała się o reelekcję w 2024.
Określiła siebie jako działaczkę na rzecz praw kobiet. Założyła organizację „Polin”, działającą na rzecz równych szans i zwiększania zaangażowania kobiet w politykę. Opowiedziała się za obroną europejskich wartości epoki oświecenia, a także za prowadzeniem odpowiedzialnej polityki imigracyjnej, rozumianej jako silniejsza integracja imigrantów ze społeczeństwem europejskim, zamiast dążenia do wielokulturowości
Autorka publikacji książkowych: Parce que tu es une fille. Histoire d'une vie excisée (2014) i De tweede helft: Tijd voor een nieuw feminisme (2015).